# Мовсумзаде, Эльдар Мирсамедович
Эльда́р Мирсаме́дович Мовсумзаде́ (встречается написание: Эльдар Мирсамедоглы [или Мирсамед оглы, Мир Самед оглы] Мовсум-заде [или Мовсум-Заде]; род. 8 сентября 1948, Баку, Азербайджанская ССР, СССР) — советский и российский учёный, специалист в области общей химии, нефтехимии и истории нефтегазового дела; педагог. Доктор химических наук, профессор, член-корреспондент Российской академии образования (2009). Заслуженный деятель науки Российской Федерации (2009) и Республики Башкортостан. Лауреат трёх премий Правительства Российской Федерации: одной — в области науки и техники (2005), и двух — в области образования (2007, 2011).

## Биография
Эльдар Мирсамедович Мовсумзаде родился 8 сентября 1948 года в г. Баку Азербайджанской ССР.
- 1968: окончил Азербайджанский институт нефти и химии (АзИНЕФТЕХИМ) им. М. Азизбекова;
- 1968—1972: ассистент кафедры нефтехимического синтеза АзИНЕФТЕХИМ;
- 1970: защитил в АзИНЕФТЕХИМ диссертацию на соискание учёной степени «кандидат химических наук». Тема диссертации: «Конденсация α-, β-ненасыщенных систем с гидридсиланами»;[1]
- 1972—1973: младший научный сотрудник кафедры «Нефтехимия» АзИНЕФТЕХИМ;
- 1973—1984: старший научный сотрудник АзИНЕФТЕХИМ;
- 1978—1983: заместитель декана химико-технологического факультета АзИНЕФТЕХИМ по научно-исследовательской работе;
- 1983: присуждена учёная степень «доктор химических наук» (Диплом ВАК от 15.07.1983);
- 1984—1986: профессор кафедры «Общая химия» АзИНЕФТЕХИМ;
- 1986: утверждён в учёном звании «профессор» (Аттестат от 17.09.1986);
- 1986—1993: заведующий кафедрой «Общая химия» АзИНЕФТЕХИМ;
- 1989—1993: проректор по научной работе АзИНЕФТЕХИМ/АГНА;
- с 1993: профессор кафедры общей и аналитической химии Уфимского государственного нефтяного технического университета;[2]
- с 1993: профессор кафедры «Общая химия» АГНА (на общественных началах);
- 1993—2001: заместитель директора по научной работе Научно-исследовательского института тонкого органического синтеза — ныне НИИ малотоннажных химических продуктов и реактивов Минобразования РФ (по совместительству).

Директор Института образования малочисленных народов Севера, Сибири и Дальнего Востока Российской академии образования. Советник ОАО «Сибур».
Эльдар Мирсамедович — и вовсе планетарный человек: он вырос на берегах Каспия, где делала первые шаги морская нефтедобыча, стоял у истоков разработки морских месторождений, а теперь, оставаясь профессором УГНТУ, членом-корреспондентом Российской академии образования, возглавляет Институт образования малочисленных народов Севера, Сибири и Дальнего Востока. — А. М. Шаммазов, ректор УГНТУ 

## Научная и педагогическая деятельность
Область научных интересов профессора Э. М. Мовсумзаде — замещённые нитриты, продукты переработки нефти, нефтехимия; история отечественного и зарубежного нефтегазового дела. Им осуществлён поиск многофункциональных лигандов, способных образовывать слабые комплексы с неорганическими солями металлов и обладающих каталитическими свойствами. Они могут успешно применяться в гомогенном катализе и химии координационных соединений.
Проведённые под руководством Э. М. Мовсумзаде исследования комплексообразующих и экстракционных свойств производных нитрилов позволили решить прикладную задачу извлечения стратегического металла (лития) из нефтепромысловых буровых и пластовых вод месторождений в Азербайджане. Найдены специальные органические соединения — кислород- и хлорсодержащие нитрилы, являющиеся ингибиторами разложения неорганических солей, в частности, минеральных удобрений.
Научно-технические разработки Э. М. Мовсумзаде успешно внедрены на нефтехимических и нефтеперерабатывающих производствах Республики Башкортостан. Так, разработана и внедрена серия реагентов — поверхностно-активных веществ и смазочно-охлаждающих жидкостей на основе местного сырья и отходов нефтепереработки и нефтехимии (эмульсолы).
На Ишимбайском специализированном химическом заводе катализаторов под руководством профессора Э. М. Мовсумзаде создан научный центр, в котором проводятся исследования, связанные с разработкой новых классов цеолитов, предназначенных для разделения углеводородов, в качестве компонентов катализаторов, производство экологически чистых бесфосфатных моющих средств, а также жидкого стекла на основе маточного раствора.
За годы научно-педагогической деятельности профессор Э. М. Мовсумзаде подготовил 4 докторов и 73 кандидата наук. Он — председатель диссертационного совета Д 212.289.01 Уфимского государственного нефтяного технического университета и член диссертационного совета РГУ нефти и газа им. И. М. Губкина. Член экспертного совета ВАК.
Заместитель главного редактора «Башкирского химического журнала» и журнала «Транспорт и хранение нефтепродуктов и углеводородного сырья»; член редколлегий журналов «История науки и техники», «Нефть, газ и бизнес», «Нефтепереработка и нефтехимия», «Мир нефтепродуктов», «Промышленное производство и использование эластомеров».

## Признание
- 1985: бронзовая медаль ВДНХ СССР;[5]
- 1988: серебряная и бронзовая медали ВДНХ СССР;[5]
- 1998: почётное звание «Заслуженный деятель науки Республики Башкортостан» — за заслуги в научной деятельности;[9]
- 2006: лауреат премии Правительства Российской Федерации в области науки и техники (вместе с В. Л. Байбурским, И. С. Джафаровым и др.) — за разработку научно-технических и технологических решений, обеспечивших промышленную реализацию нефтяного промыслового газа;[10]
- 2007: лауреат премии Правительства Российской Федерации в области образования (вместе с А. М. Шаммазовым, Б. Н. Мастобаевым и др.) — за учебно-методический комплект «Цикл дисциплин для гуманитаризации инженерно-технического образования в нефтяных вузах» для образовательных учреждений высшего профессионального образования;[11]
- 2009: почётное звание «Заслуженный деятель науки Российской Федерации» — за большие заслуги в научной деятельности;[12]
- 2009: член-корреспондент Российской академии образования;[13]
- 2011: лауреат премии Правительства Российской Федерации в области образования (вместе с А. М. Шаммазовым, Б. Н. Мастобаевым и др.) — за научно-практическое исследование «Морская нефть»;[14]
- 1996: действительный член Международной академии экологии, безопасности человека и природы;
- 1997: действительный член Российской академии естественных наук;
- 1999 — звание «Почётный работник высшего профессионального образования Российской Федерации».

## Список наиболее известных научных трудов
Профессор Э. М. Мовсумзаде — автор 30 монографий, 34 авторских свидетельств и патентов, более 200 научных статей в отечественных и зарубежных журналах. Среди его наиболее известных научных работ:
1. Э. М. Мовсумзаде. Конденсация α-, β-ненасыщенных систем с гидридсиланами : Автореферат дис. на соискание учёной степени кандидата химических наук. / Совет по присуждению учён. степеней хим.-технол. фак. Азербайдж. ин-т нефти и химии им. М. Азизбекова. — Баку: [б. и.], 1970;
2. Важный продукт народного хозяйства / Э. М. Мовсумзаде, Г. Р. Алиев, Р. А. Караханов, Д. А. Бирюкова. — Баку: Общество «Знание» АзССР, 1986;
3. Термины и понятия современной химии / Э. М. Мовсумзаде, Г. Р. Алиев, Р. А. Караханов, А. Ф. Гамидов. — Баку: Маариф, 1988;
4. Органическая химия в вопросах и ответах : Методическое пособие / С. Ф. Караев, Э. М. Мовсумзаде, П. А. Гурбанов, Г. Р. Алиев. — Баку: Маариф, 1991;
5. Химия в вопросах и ответах с использованием ЭВМ / Э. М. Мовсумзаде, Г. А. Аббасова, Т. Г. Захарочкина. — М.: Высшая школа, 1991;
6. Бакинская нефть и военно-морской флот царской России / Э. М. Мовсумзаде, В. А. Самедов. — Уфа: Реактив, 1996;
7. Первенец переработки нефти в Башкортостане : [Ишимбайский нефтеперерабатывающий завод] / Э. М. Мовсумзаде, Е. М. Савин, К. Р. Телицкая. — Уфа: Реактив, 1996;
8. Зарождение перегонки апшеронской нефти и становление масляного производства / Э. М. Мовсумзаде. — Уфа: Реактив, 1997;
9. История нефтепереработки и нефтехимии Башкортостана : От древней химии — до современной нефтепереработки : Краткий курс лекций / Э. М. Мовсумзаде, А. М. Сыркин; Уфим. гос. нефтяной техн. ун-т. — Уфа: УГНТУ, 1997;
10. Химия и технология средств защиты растений : Этапы становления и развития в Башкортостане / Э. М. Мовсумзаде, И. Ф. Удовенко, Л. В. Кузнецова. — Уфа: Реактив, 1998;
11. Органонитрильные комплексы = Organonitrile complexes / Э. М. Мовсумзаде, Р. Ф. Талипов, Ш. Ф. Рекута, М. М. Агагусейнова. — Уфа: Реактив, 1998;
12. Природные и синтетические цеолиты, их получение и применение = Natural and synthetic zeolites, their reception and application / Э. М. Мовсумзаде, М. Л. Павлов, Б. Г. Успенский, Н. Д. Костина. — Уфа: Реактив, 2000;
13. Регуляторы роста и урожай / Э. М. Мовсумзаде, Р. Б. Валитов, Г. Г. Базунова, Г. К. Аминова. — Уфа: Реактив, 2000;
14. От древней химии — до современной нефтепереработки = From Ancient Chemistry to Modern Oil Processing : Учеб. пособие / Э. М. Мовсумзаде, А. М. Сыркин; Уфим. гос. нефтяной техн. ун-т. — Уфа: УГНТУ, 2000;
15. Нефтяная палитра на полотнах художников мира : [Фотоальбом] / Э. Мовсумзаде, Д. Воловик, Ф. Салаев. — М.: Химия, 2000;
16. Химический состав и свойства нефтей различных горизонтов Нафталанского месторождения = Chemical composition and properties of oils of various levels Naftalan oil field / Л. П. Полякова, С. И. Джафаров, В. А. Адигезалова, Э. М. Мовсумзаде. — Уфа: Реактив, 2001;
17. Бальнеологические свойства нафталанской нефти = Balneological characteristics of «naftalan» crude / Д. И. Мехдиев, С. И. Джафаров, В. А. Адигезалова, Э. М. Мовсумзаде. — М.: Медицина, 2002;
18. Развитие нефтепереработки и нефтехимии Болгарии = Development of Petrorefining and Petrochemistry in Bulgaria / В. М. Ракитский, А. И. Гольянов, Э. М. Мовсумзаде. — Уфа: Монография, 2002;
19. Химические средства и технологии в трубопроводном транспорте нефти / Б. Н. Мастобаев, А. М. Шаммазов, Э. М. Мовсумзаде. — М.: Химия, 2002;
20. Основы химии нефти и газа : Учеб. пособие / А. М. Сыркин, Э. М. Мовсумзаде; Уфим. гос. нефтяной техн. ун-т. — Уфа: УГНТУ, 2002;
21. Нефтяная симфония= Oil simphony / Э. Мовсумзаде, Ф. Салаев. — М.: Химия, 2003;
22. Развитие трубопроводного транспорта нефти в Республике Казахстан / Э. С. Карымсакова, А. А. Коршак, Э. М. Мовсумзаде. — М.: Химия, 2003;
23. Эпихлоргидрин. Методы получения, физические и химические свойства, технология производства / Д. Л. Рахманкулов, Б. Х. Кимсанов, Н. А. Локтионов и др.; под общ. ред. Д. Л. Рахманкулова (введ. Э. М. Мовсумзаде). — М.: Химия, 2003;
24. История становления и развития нефтеперерабатывающей и нефтехимической промышленности Башкирии : учеб. пособие / Л. З. Рольник, А. М. Сыркин, Э. М. Мовсумзаде; М-во образования и науки Рос. Федерации, Федер. агентство по образованию, Гос. образоват. учреждение высш. проф. образования «Уфим. гос. нефтяной техн. ун-т». — Уфа: УГНТУ, 2004;
25. Морская нефть. Развитие технических средств и технологий = Oil from the sea. The development of technologies, means / Э. М. Мовсумзаде, Б. Н. Мастобаев, Ю. Б. Мастобаев, М. Э. Мовсумзаде. — СПб.: Недра, 2005;
26. Поверхностные явления и дисперсные системы в нефтепромысловом деле : учебное пособие / А. М. Сыркин, Э. М. Мовсумзаде; М-во образования и науки Российской Федерации, Федеральное агентство по образованию, Гос. образовательное учреждение высш. проф. образования «Уфимский гос. нефтяной технический ун-т». — Уфа: УГНТУ, 2005;
27. Авиационное топливо: XIX—XX вв. / Э. М. Мовсумзаде, О. Ю. Полетаева, М. Д. Муслим-заде. — М.: Химия, 2006;
28. Морская нефть : трубопроводный транспорт и переработка продукции скважин / Э. М. Мовсум-Заде, Б. Н. Мастобаев, Ю. Б. Мастобаев, М. Э. Мовсумзаде; ред. А. М. Шаммазов. — СПб.: Недра, 2006;
29. Гуманитаризация инженерно-технического образования / Э. М. Мовсум-заде. — М.: Современный ун-т, 2007;
30. События и факты российской нефти : зарождение нефтяного дела в Российской империи / Э. М. Мовсум-заде. — СПб.: Недра, 2008;
31. Оценка нефтяного промыслового газа нефтегазовых месторождений Западной Сибири / А. В. Бородин, А. Э. Караев, Э. М. Мовсумзаде. — М.: Химия, 2009;
32. Квантово-химическое исследование органических нитрилов и их комплексов [Текст] = Quantum chemical investigation of organic nitriles and their complexes / М. Р. Талипов, Н. Ч. Мовсумзаде, Р. Ф. Талипов, Э. М. Мовсумзаде. — М.: Химия, 2010;
33. Краткий курс лекций по дисциплине «История нефтяной и химической промышленности» : для студентов химических специальностей / Л. З. Рольник, А. М. Сыркин, Э. М. Мовсумзаде; под общ. ред. С. С. Злотского. — Уфа, УГНТУ, 2011;
34. Математические методы в нефтегазохимии = Mathematical methods in oil and gas chemistry / Н. Ч. Мовсумзаде, Э. М. Мовсумзаде. — Москва, Химия, 2012;
35. Становление нефте- и газопереработки в Башкортостане : учебное пособие / Э. М. Мовсумзаде, Л. З. Рольник, А. М. Сыркин; М-во образования и науки Российской Федерации, Федеральное гос. бюджетное образовательное учреждение высш. проф. образования «Уфимский гос. нефтяной технический ун-т». — Уфа, Изд-во УГНТУ, 2012;
36. Термокрекинг — основные этапы векового развития / Х. Х. Ахмадова, Э. М. Мовсумзаде, А. М. Сыркин. — Мир нефтепродуктов. Вестник нефтяных компаний, 2012, № 3. — С. 35—39;
37. Теоретические основания разработки современного научно-методического обеспечения подготовки специалистов в техническом высшем учебном заведении / Э. М. Мовсумзаде, Л. С. Колодкина, С. Ю. Черноглазкин. — История и педагогика естествознания, 2013, № 3. — С. 50—54;
38. Основы химии и переработки нефти и газа : учебное пособие / А. М. Сыркин, Э. М. Мовсумзаде; М-во образования и науки Российской Федерации, Федеральное гос. бюджетное образовательное учреждение высш. проф. образования «Уфимский гос. нефтяной технический ун-т». — Уфа, РИЦ УГНТУ, 2014.

## Семья
Жена Эльдара Мирсамедовича — Нушаба Абдулаевна Караева (род. 1947), преподаватель кафедры вокала Азербайджанского государственного университета культуры и искусств.
Старший сын — Мирсамед Эльдар оглы (Эльдарович) Мовсумзаде, кандидат экономических наук (1995), доктор технических наук (2002).
Младший сын — Абдулла Эльдар оглы (Эльдарович) Мовсумзаде, кандидат технических наук (2001), доктор технических наук (2005).